# Championnat d'Albanie de football 2002-2003
Navigation
Championnat d'Albanie 2001-02 Championnat d'Albanie 2003-04
Le Championnat d'Albanie de football de Kategoria Superiore 2002-2003 est la 62e édition de ce championnat.

## Classement
| Rang | Équipe           | Pts | J  | G  | N  | P  | Bp | Bc | Diff |
| ---- | ---------------- | --- | -- | -- | -- | -- | -- | -- | ---- |
| 1    | KF Tirana        | 60  | 26 | 19 | 3  | 4  | 57 | 18 | +39  |
| 2    | Vllaznia Shkodër | 49  | 26 | 12 | 10 | 4  | 41 | 27 | +14  |
| 3    | Partizan Tirana  | 46  | 26 | 12 | 10 | 4  | 41 | 27 | +14  |
| 4    | Teuta Durrës     | 40  | 26 | 12 | 4  | 10 | 38 | 27 | +11  |
| 5    | Shkumbini Peqin  | 40  | 26 | 11 | 7  | 8  | 33 | 23 | +10  |
| 6    | Dinamo Tirana    | 38  | 36 | 10 | 8  | 8  | 29 | 24 | +5   |
| 7    | Flamurtari Vlorë | 36  | 26 | 10 | 6  | 10 | 27 | 28 | -1   |
| 8    | KS Elbasani      | 36  | 26 | 10 | 6  | 10 | 33 | 35 | -2   |
| 9    | Besa Kavajë      | 36  | 26 | 9  | 9  | 8  | 29 | 37 | -8   |
| 10   | KS Lushnja       | 35  | 26 | 9  | 8  | 9  | 27 | 27 | 0    |
| 11   | Apolonia Fier    | 35  | 26 | 10 | 5  | 11 | 27 | 33 | -6   |
| 12   | Erzeni Shijak    | 24  | 26 | 6  | 6  | 14 | 23 | 37 | -14  |
| 13   | Bylis Ballshi    | 16  | 26 | 3  | 7  | 16 | 19 | 61 | -42  |
| 14   | Besëlidhja Lezhë | 13  | 26 | 4  | 1  | 21 | 22 | 47 | -25  |

|  | Champion   |
|  | Relégation |

## Bilan de la saison
| Tableau d'Honneur                 |               |
| Compétition                       | Vainqueur     |
| Championnat d'Albanie de football | KF Tirana     |
| Coupe d'Albanie de football       | Dinamo Tirana |

| Promotions et relégations     |                                                            |
| Relégués en First Division    | Apolonia Fier Erzeni Shijak Bylis Ballshi Besëlidhja Lezhë |
| Promus en Kategoria Superiore | aucun                                                      |